# Erich Auer
Erich Auer (né le 14 avril 1923 à Vienne, mort le 17 décembre 2004 dans la même ville) est un acteur autrichien.

## Biographie
Erich Auer est issu d'une famille d'acteurs tyroliens. En 1941, il est enrôlé dans la Wehrmacht et fait prisonnier par les Soviétiques en 1945. Après sa libération, il suit une formation d'acteur au Conservatoire de Vienne et y rencontre l'actrice Martha Wallner (de), qu'il épousera plus tard,.
Il trouve son premier engagement au Landestheater Linz (de) en 1946, mais il retourne à Vienne en 1948 et est au Volkstheater jusqu'en 1950. En 1951, il est accepté dans l'ensemble du Burgtheater. Il apparaît dans ce théâtre dans plus de 150 rôles. En 1963, il est Kammerschauspieler et en 1986, il devient membre honoraire du Burgtheater et prend sa retraite en 1989,. De 1959 à 1961, il est membre du comité d'entreprise artistique et, à partir de 1973, membre de la direction du Burgtheater. Son dernier rôle fut celui du colonel Pickering dans My Fair Lady au Volksoper (saison 2003-2004). Il est aussi très demandé par la suite en tant que professeur de théâtre.
Auer se fait connaître au-delà de Vienne pour ses rôles dans des Heimatfilms de l'après-guerre,.

## Filmographie
- 1949 : Duel avec la mort
- 1949 : Liebesprobe (de)
- 1950 : Das vierte Gebot (de)
- 1950 : Das Kind der Donau (de)
- 1951 : Frühling auf dem Eis
- 1951 : Le Paysan allègre
- 1952 : Le Sculpteur d'Ammergau (de)
- 1953 : Der Klosterjäger
- 1953 : Ehestreik
- 1954 : Ceux qui ont encore une mère
- 1954 : Le Premier Baiser
- 1954 : An jedem Finger zehn
- 1955 : Das Mädchen vom Pfarrhof (de)
- 1955 : Die Försterbuben (de)
- 1956 : Wilhelm Tell
- 1956 : Beichtgeheimnis
- 1956 : Die Magd von Heiligenblut (de)
- 1956 : Das Hirtenlied vom Kaisertal
- 1957 : Der König der Bernina (de)
- 1957 : Der Pfarrer von St. Michael
- 1958 : Jedermann (TV)
- 1960 : Das weite Land (TV)
- 1961 : Der Bauer als Millionär (de)
- 1961 : In Ewigkeit Amen (TV)
- 1962 : Soiree im Schönbrunner Schloßtheater (TV)
- 1964 : Heinrich VI. (TV)
- 1964 : Die Tasse mit dem Sprung (TV)
- 1965 : Radetzkymarsch (de)
- 1965 : 3. November 1918
- 1967 : Postlagernd Opernball - Die Affäre Redl (TV)
- 1969 : Der Unbedeutende (TV)
- 1969 : Die Enthüllung (TV)
- 1970 : Wie ein Träne im Ozean (TV)
- 1970 : Fall Regine Krause (TV)
- 1970 : Der Querulant (de) (TV)
- 1971 : Der Hauptmann (TV)
- 1971 : Die Halsbandaffäre (TV)
- 1971 : Kaiser Karls letzte Schlacht (TV)
- 1972 : Das bin ich - Wiener Schicksale aus den 30er Jahren (TV)
- 1972 : Ils le baptisèrent Krambambuli
- 1972 : Sultan zu verkaufen (TV)
- 1972 : Briefe von gestern (de) (TV)
- 1973 : Les aventures extraordinaires du baron von Trenck (TV)
- 1974 : Der Tote vom Sarntal (TV)
- 1976 : Kabale und Liebe (TV)
- 1978 : Die Bräute des Kurt Roidl (TV)
- 1979 : Revolution in Frankfurt (TV)
- 1982 : Tarabas (TV)
- 1982 : Tatort: Mordkommando (de) (TV)
- 1983 : Professor Bernhardi (TV)
- 1984 : Weltuntergang (de) (TV)
- 1984 : Winterlegende (TV)
- 1986 : Ein Porträt von Mario (TV)
- 1992 : Bartolomé de Las Casas (de)(TV)
- 1997 : Die Bernauerin (TV)